# Axiomatisch
Axiomatisch (im Original Axiomatic) ist eine Science-Fiction-Kurzgeschichte des australischen Schriftstellers Greg Egan, zuerst veröffentlicht in Interzone 41 im November 1990. Später wurde die Kurzgeschichte in der Sammlung Axiomatic aus dem Jahr 1995 und der Anthologie The Best of Greg Egan aus dem Jahr 2020 veröffentlicht.

## Handlung
Ein Mann, welcher sich selbst als Mark Carver vorstellt, kauft illegal eine Version eines als Axiomatisch bekannten Implantats. Genau wie die Axiome in der Arithmetik, den Postulaten eines mathematischen Systems, die nicht durch dieses System hinterfragt werden können, kann ein Axiomatisch einen Glauben im Gehirn ändern, etwa zur Änderung von Religion oder Sexualität. Dies widerspricht nicht dem Freien Willen, da ein Axiomatisch wahlweise hinzugefügt oder entfernt werden kann und Menschen frei entscheiden können, wie sie mit dem neuen Glauben leben. Mark Carver nutzt das Axiomatisch, um seine moralischen und ethischen Bedenken bezüglich Mord für drei Tage zu blockieren, und nutzt diese dazu, um Anderson, den Mörder seiner Ehefrau Amy, zu erschießen. Während der Tat wird ihm vollkommen erstaunt klar, wie die absolute Sicherheit all seine in Konflikt stehenden Gefühle überschrieben hat, und will diesen Zustand später mit einem weiteren Axiomatisch zurückgewinnen, welches ihn überzeugt, dass die Tode von Amy und Anderson vollkommen bedeutungslos waren.

## Hintergrund
Die Kurzgeschichte war für den British SF Association Award im Jahr 1991 nominiert gewesen (genau wie Der Andere in meinem Kopf, eine weitere Kurzgeschichte von Greg Egan), erreichte den elften Platz in der Leserumfrage des Locus Award im Jahr 1991 und den zweiten Platz in der Leserumfrage von Interzone im Jahr 1991.

## Kritik
Karen Burnham kommt in der New York Review of Science Fiction nach einer Diskussion der Kurzgeschichten Axiomatisch, Mister Volition und Singleton zu dem Schluss, dass nicht alle so zuversichtlich bei der Übertragung des Bewusstseins auf andere Medien als das Gehirn sowie besorgt vor den moralischen Konsequenzen aus der Viele-Welten-Interpretation der Quantenphysik sind („not everyone is as sanguine about the continuity of consciousness when making the transition to substances other than our organic brains nor so worried about the moral implications of the many-worlds interpretation of quantum physics“). Sie führt weiter aus, dass die Kurzgeschichten von Greg Egan eine stetige Beschäftigung mit diesen Themen zeigen, welche statt oberflächlichen Antworten lieber in die Tiefe gehen („Egan’s stories show a continuity of concern about these subjects that refuses superficial answers and instead examines them in depth“).
Karen Burnham schreibt in Strange Horizons, dass das Ende tragisch passend sei, nur in einer verdrehten Art und Weise („the ending is tragically just, in a twisted way“).